# Campionati europei di atletica leggera 1934 - Lancio del martello
Il Lancio del martello maschile ai campionati europei di atletica leggera 1934 si svolse l'8 settembre 1934.

## Finale
| Pos.    | Nome              | Nazionalità    | Tempo   | Note                  |
| ------- | ----------------- | -------------- | ------- | --------------------- |
| Oro     | Ville Pörhölä     | Finlandia      | 50.34 m | Record dei campionati |
| Argento | Fernando Vandelli | Italia         | 48.69 m |                       |
| Bronzo  | Gunnar Jansson    | Svezia         | 47.85 m |                       |
| 4       | Ossian Skiöld     | Svezia         | 47.42 m |                       |
| 5       | Sulo Pärni        | Finlandia      | 46.83 m |                       |
| 6       | Armando Poggioli  | Italia         | 46.57 m |                       |
| 7       | Koit Annamaa      | Estonia        | 45.42 m |                       |
| 8       | Rudolf Seeger     | Germania       | 44.52 m |                       |
| 9       | Petar Goic        | Jugoslavia     | 44.03 m |                       |
| 10      | Jaroslav Eliás    | Cecoslovacchia | 41.85 m |                       |
| 11      | Jaroslav Knotek   | Cecoslovacchia | 39.58 m |                       |